# Mesoterricola
Mesoterricola es un género de bacterias gramnegativas de la familia Holophagaceae. Fue descrito en el año 2023. Su etimología hace referencia a habitante del suelo mesófilo. Son bacterias aerobias y móviles. Catalasa y oxidasa negativas. Forman colonias blancas en agar R2A. Se han aislado tanto de sedimentos de río como de suelos forestales. 

## Taxonomía
Actualmente existen 2 especies descritas:
- Mesoterricola sediminis
- Mesoterricola silvestris